# Bia Sarasini
Bia Sarasini (Genova, 24 ottobre 1949 – Roma, 14 ottobre 2018) è stata una giornalista italiana.
Nel corso della sua carriera si è spesso occupata di questioni di genere diventando un importante punto di riferimento dell'analisi femminista    italiana, collaborando con varie testate e case editrici sia come curatrice che come saggista in volumi collettanei.

## Biografia
Durante gli anni del liceo frequentato a Salerno, ha fatto parte di diversi gruppi anti autoritari e nel 1970 è stata nel nucleo originario del gruppo politico del Manifesto. Sempre nello stesso anno, a Roma, dove intanto si era trasferita, è stata eletta segretaria nazionale del Movimento Studenti di Azione Cattolica, incarico dal quale si era dimessa nel 1972. In quegli anni ha iniziato la militanza femminista impegnandosi prima nella campagna sul Referendum abrogativo in Italia del 1974 a favore del divorzio e poi per ottenere la legge che ha reso legale in Italia l'interruzione di gravidanza. 

### Impegno giornalistico e militante
Dopo la laurea in Lettere nel 1973 a Roma, ha iniziato il suo percorso professionale coniugando l'attività giornalistica da professista con una visione politica femminista. Da metà degli anni settanta è stata assidua collaboratrice di Radiotre, diretta da Enzo Forcella, dove per un decennio ha scritto e diretto programmi tra cui la trasmissione quotidiana Noi Voi Loro Donna. Dal 1994 al 1999 ha diretto il periodico dell'Unione Donne italiane Noi donne - storica rivista italiana fondata nel 1944 - dove ha lavorato dal 1988. 
Negli anni Ottanta è stata tra le organizzatrici del Centro culturale "Virginia Woolf"- Università delle donne di Roma, dove ha condotto diversi corsi fra cui "Io e l'altra" e dove, nel 1982, a seguito della fondazione della casa editrice dell'Università delle donne di Roma, Edizioni del Centro Culturale Virginia Woolf, avrebbe partecipato con un suo scritto, Diamanti e profumi (il lusso è un destino?) al primo numero di Quaderni.
All'inizio degli anni '90 ha ha fatto parte della redazione della rivista bimestrale "Luogo Comune", al fianco di intellettuali quali Giorgio Agamben, Paolo Virno, Andrea Colombo, Franco Piperno, Massimo De Carolis, Angela Scarparo, Alessandra Castellani e altri. 
In seguito ha co-fondato il sito web DeA-donne e altri ed è stata redattrice di Leggendaria. Libri. Letture. Linguaggi. Presidente della Società Italiana delle Letterate (S.I.L.) dal 2009 al 2011, ha ideato e diretto la sua rivista online Letterate Magazine.
Ha collaborato con il manifesto , Specchio, Internazionale, Il Foglio, Il Secolo XIX e inGenere.
Tra i suoi ultimi impegni politico-professionali, la direzione del Coordinamento per la Democrazia Costituzionale per la campagna a favore del referendum abrogativo della riforma costituzionale del 2016. 
Nel 2019 il suo fondo librario è stato donato dalla famiglia alle Biblioteche di Roma. Il 4 giugno, nell'ambito del programma del Festival Letterature 2019 (promosso da Roma Capitale, Assessorato alla Crescita Culturale - che ha dedicato una sezione alla valorizzazione del patrimonio di scritti di Enzo Siciliano, de La Biblioteca di Bia Sarasini, della collezione del Corriere dei Piccoli e di Giorgio Caproni) si è svolto l'incontro di presentazione del Fondo Bia Sarasini "La Biblioteca di Bia". Presenti all'evento: Paolo Fallai e il Gruppo delle femministe del mercoledì: Fulvia Bandoli, Maria Luisa Boccia, Stefania Vulterini, Letizia Paolozzi, Bianca Pomeranzi, Elettra Deiana e con Anna Maria Crispino, Viola Lo Moro, Silvia Neonato, Matteo e Arturo Ricciardi, rispettivamente figlio e marito di Bia Sarasini.

## Opere

### Libri
- Il cerchio di Penelope a cura di Bia Sarasini, Roma, Associazione Ora d'aria (2002)[25]
- Pelle di donna a cura di Adriana Moltedo. Testi di Franca Sozzani, Lina Sotis, Bia Sarasini, Milka Pogliani, Ugo Volli. Viterbo, Stampa Alternativa (1998)[26]

### Libri collettivi
- Gestazione per altri a cura di Morena Piccoli, Milano, Vanda Edizioni (2017)[27]
- Speculum. L’altro uomo. Testi di Alessandra Bocchetti, Ida Dominijanni, Bianca Pomeranzi, Bia Sarasini, Roma, Casa Internazionale delle Donne (2016)
- Morante la luminosa a cura di Laura Fortini, Giuliana Misserville e Nadia Setti, Roma, Iacobelli Editore (2015)[28]
- Epiche. Altre imprese, altre narrazioni, testi di Paola Bono, Bia Sarasini e altre. A cura di Paola Bono e Bia Sarasini, Iacobelli Editore (2014)[29]
- L'invenzione delle personagge, saggi di autrici varie, a cura di Bia Sarasini, Roberta Mazzanti, Silvia Neonato (2014)[30] Premio Paese delle donne & Donna e Poesia 2016, Premio redazione per opere di particolare valore informativo[31][32]
- Sesso al lavoro: la prostituzione al tempo della crisi di Roberta Tatafiore. Riedizione e nuova prefazione a cura di Bia Sarasini, Milano, Il Saggiatore ()[33]
- Isole. Confini chiusi, orizzonti aperti a cura di Monica Luongo e Giuliana Misserville, Iacobelli Editore (2008)[34]
- Una signora di mio gusto. Elsa Morante e le altre, saggi di autrici varie, a cura di Maria Pia Mazziotti e Simona Lattarulo. Apeiron Editori (2005)[35]
- I nuovi giovani Saggi di Franca Faccioli, Cesare Martino, Mario Morcellini, Bia Sarasini. Cosenza, Edizioni Lerici (1979)[36]